# 大井町 (岡山県)
大井町（おおいちょう）は、岡山県久米郡にあった町。
現在の津山市一色、神代、坪井上、坪井下、中北上、中北下、南方中、宮部上、宮部下に当たる。
大井町誕生に伴い、大字南方一色が一色と改称。

## 沿革
- 1952年8月1日 - 久米郡大井西村と大東村が合併し、大井町となる。
- 1955年1月1日 - 久米郡久米村、倭文村と合併し、久米町となる。

## 地区の地名
- 神代
- 中北上
- 中北下
- 一色
- 南方中
- 宮部上
- 宮部下
- 坪井上
- 坪井下

## 教育

### 学校
- 喬松小学校
- 中正小学校
- 久米中学校

## 交通
廃止当時は未完成。

### 鉄道
- JR姫新線 ： 坪井駅

### 道路

#### 高速道路
- 中国自動車道 ： 久米BS

#### 国道
- 国道181号

#### 県道
- 一般県道
  - 岡山県道159号久米中央線
  - 岡山県道335号余野上久米線
  - 岡山県道339号西一宮中北上線
  - 岡山県道340号河本久米線
  - 岡山県道341号坪井下栃原線

## 河川・山岳

### 河川
- 久米川
- 岩屋川
- 神代川
- 宮部川
- 福本川

### 山岳
- 岩屋山
- 加冶子山
- 矢倉山

## 名所・旧跡・観光スポット・祭事・催事
- 岩屋城跡
- 三成古墳

## 寺院・神社

### 寺院
- 正覚寺

### 神社
- 国司神社
- 久保神社
- 鶴坂神社
- 天神社
- 日吉神社（山王神社）
- 山尾神社